# Sonderverband 287
Der Sonderverband 287 war eine vollmotorisierte Einheit der Wehrmacht, aufgestellt für den Einsatz in arabischen Ländern.

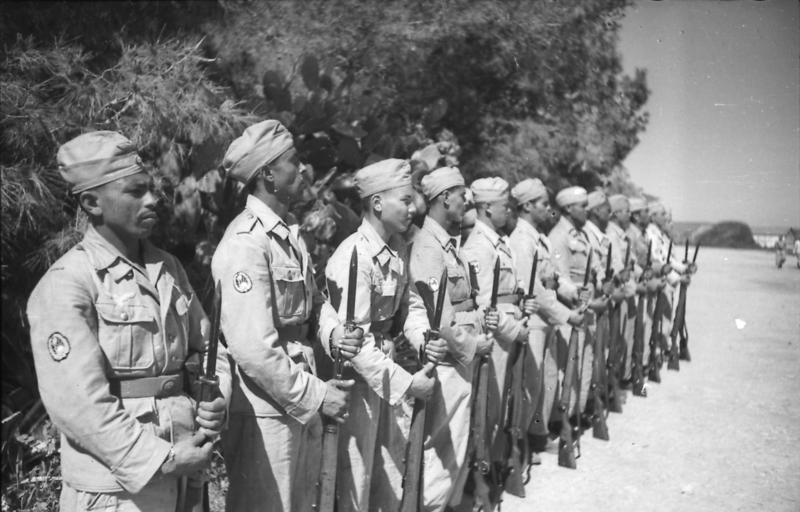
Ausbildung arabischer Luftwaffensoldaten

## Aufstellung
Am 21. Juni 1941 wurde vom Oberkommando der Wehrmacht befohlen, dass der Sonderstab F, zuständig „für alle Fragen der arabischen Welt, die die Wehrmacht betreffen“ einen „Sonderverband F“, ein „mit Hilfswaffen reichlich ausgestattetes und motorisiertes Bataillon aufzustellen“ hat. Doch erst im Sommer 1942 begann der Aufbau des Verbandes.
Der Stab des Sonderverbandes 287 wurde aus dem Sonderstab F gebildet. Sonderstab F war der Deckname für die deutsche Militärmission des Generals der Flieger Hellmuth Felmy, der im Mai 1941 einen Verband der Luftwaffe im Königreich Irak zur Unterstützung des dortigen Militärputsches gegen die britische Herrschaft führte. Aus dem Sonderstab F wurde am 4. August 1942 ein Regimentsstab für die nun Sonderverband 287 genannte Einheit gebildet und die Aufstellung der Truppe erfolgte in Potsdam in der Ruinenberg-Kaserne. Besonders Soldaten, die mit der arabischen Welt vertraut waren, wurden zum Sonderverband 287 kommandiert und Spezialisten mit Wüstenerfahrung, wie ehemalige Fremdenlegionäre.
Der Sonderverband 287 war, wie auch der Sonderverband 288, vorgesehen für die Eroberung der Ölquellen im Nahen- und Mittleren Osten. Im Oktober 1942 wurde der Sonderverband 287, neben seinem schon vorhandenen Panzergrenadier-Bataillon, um zwei weitere Panzer-Grenadier-Bataillone verstärkt. Der nun Regimentsstärke erreichende Truppenkörper verfügte über alle Waffen und Unterstützungsverbände, um vollständig selbstständig operieren zu können.

## Einsatz

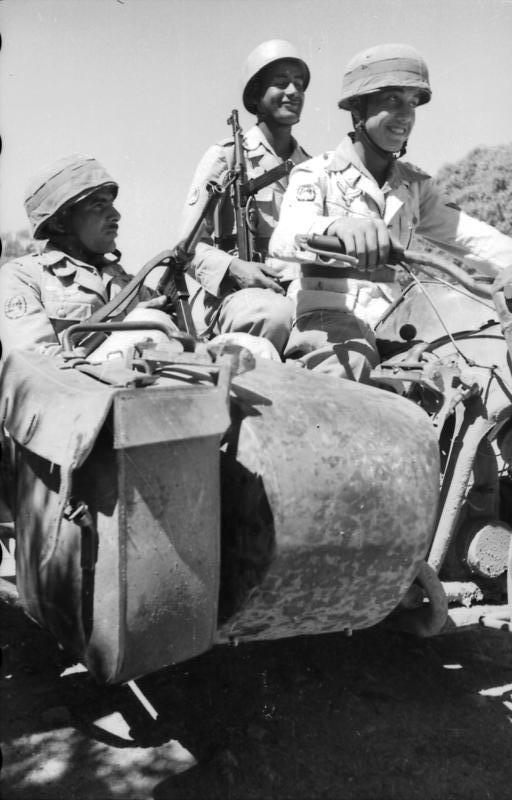
Ausbildung von ausländischen Soldaten bei der deutschen Luftwaffe, Mittelmeer, 1943.

Der Sonderverband 287 wurde ohne sein III. Bataillon, das nach Afrika ging, im September 1942 in die Ukraine verlegt und machte von dort den deutschen Vormarsch in den Kaukasus mit. Der Sonderverband sollte dann weiter nach Süden durchstoßen, um von dort durch den Iran in den Irak zu marschieren, wo er sich mit dem Afrikakorps vereinigen sollte, das sich vom Königreich Ägypten aus nach Asien durchkämpfen sollte. Als der deutsche Vormarsch im Kaukasus Richtung Iran ins Stocken geriet, wurde der Sonderverband 287 zur Sicherung in der Kalmückensteppe verwendet. Anfang 1943 begannen, mit dem Abzug der deutschen Truppen aus dem Kaukasusraum, die Rückzugskämpfe des Verbandes aus der Kalmückensteppe zurück in die Ukraine.
Mit dem Ende des Afrikafeldzuges in Tunesien im Mai 1943 ging auch das III. Bataillon des Sonderverbandes 287 in Kriegsgefangenschaft. Es hatte als südlicher Flankenschutz für die deutschen Truppen in Nordafrika gedient und war für Sonderunternehmen im Rücken des Gegners eingesetzt worden. Aus geflohenen Mitgliedern des Bataillons wurde im Sommer 1943 das deutsch-arabische Infanterie-Bataillon 845 aufgestellt, das auf dem Balkan eingesetzt wurde.
Am 2. Mai 1943 wurden die verbleibenden Teile des Sonderverbandes 287 in Grenadier-Regiment 92 (mot.) umbenannt und nach Jugoslawien zum Kampf gegen Partisanen verlegt. Der Partisanenkrieg in Jugoslawien zog sich auch 1944 hin, bis das Regiment im Oktober 1944 in schweren Kämpfen bei Belgrad hohe Verluste erlitt und als Folge im Januar 1945 zur Panzergrenadier-Brigade 92 neu aufgebaut wurde. Ab Februar 1945 stand die Brigade in schweren Kämpfen im westlichen Ungarn gegen die Rote Armee. Ab April 1945 begannen Rückzugskämpfe nach Österreich, wo der Verband das Kriegsende im Mai 1945 erlebte.